# ザック・ポップ
ザカリー・M・ポップ（Zachery M. Pop, 1996年9月20日 - ）は、カナダのオンタリオ州ブランプトン出身のプロ野球選手（投手）。右投右打。MLB・ニューヨーク・メッツ所属。

## 経歴

### プロ入り前
2014年のMLBドラフト23巡目（全体684位）でトロント・ブルージェイズから指名されたが、この時は契約せずにケンタッキー大学へ進学した。

### プロ入りとドジャース傘下時代
2017年のMLBドラフト7巡目（全体220位）でロサンゼルス・ドジャースから指名され、プロ入り。契約後、傘下のルーキー級アリゾナリーグ・ドジャースでプロデビュー。5試合に登板して防御率0.00、5奪三振を記録した。
2018年はA級ランチョクカモンガ・クエークスとA+級グレートレイクス・ルーンズでプレーした。

### オリオールズ傘下時代
2018年7月18日にマニー・マチャドとのトレードで、ユスニエル・ディアス、ブレイビック・バレラ、ディーン・クレーマー、ライラン・バノンと共にボルチモア・オリオールズへ移籍した。移籍後は傘下のAA級ボウイ・ベイソックスへ配属され、最終的に移籍前を含めた3球団合計で44試合に登板して2勝3敗8セーブ、防御率1.53、64奪三振を記録した。
2019年は開幕からAA級ボウイでプレーしていたが、5月にトミー・ジョン手術を受けたため、以降は全休した。
2020年は前年の手術、マイナーリーグ自体も新型コロナウイルスの影響で試合が開催されなかったため、公式戦の登板は無かった。

### マーリンズ時代
2020年12月10日にルール・ファイブ・ドラフトでアリゾナ・ダイヤモンドバックスから指名され、同日中に後日発表選手とのトレードによってマイアミ・マーリンズへ移籍した。
2021年の開幕はメジャーで迎え、4月3日のタンパベイ・レイズ戦でメジャーデビューを果たした。

### ブルージェイズ時代
2022年8月2日にジョーダン・グロシャンズとのトレードで、アンソニー・バスと共にトロント・ブルージェイズへ移籍した。この年メジャーでは2球団で合計35試合に登板して4勝無敗3ホールド、防御率2.77、25奪三振を記録した。
2023年は15試合に登板して1勝1敗1ホールド、14奪三振を記録した。ただ、その一方で防御率は6.59と前年より悪化した。
2024年は58試合に登板して2勝4敗1セーブ12ホールド、防御率5.59、33奪三振を記録した。
2025年3月27日にマイルズ・ストローらと入れ替わってトミー・ナンス・ニック・ロバートソンと共にDFAとなり、4月2日に自由契約となった。

### マリナーズ時代
2025年4月16日にシアトル・マリナーズとマイナー契約を結び、ルーキーリーグのアリゾナ・コンプレックスリーグ・マリナーズに配属された後、5月20日にAAA級タコマ・レイニアーズに配属された。6月13日にローガン・エバンスのオプション降格に伴って、移籍後初昇格を果たした。昇格後は4試合に登板するも防御率13.50の成績で6月28日にフアン・ブルゴスを昇格させることに伴ってDFAとなり、7月2日にマイナー降格を拒否してFAとなった。

### メッツ時代
2025年7月5日にニューヨーク・メッツとメジャー契約を結び、アクティブ・ロースター入りした。

## 投球スタイル
92〜96mphのシンカーでゴロを量産するタイプであり、変化球では80mph台中盤のスライダーを投げる。最速は、2021年に計測した98.1mph（約157.9km/h）である。

## 詳細情報

### 年度別投手成績
| 年 度    | 球 団    | 登 板 | 先 発 | 完 投 | 完 封 | 無 四 球 | 勝 利 | 敗 戦 | セ 丨 ブ | ホ 丨 ル ド | 勝 率 | 打 者 | 投 球 回 | 被 安 打 | 被 本 塁 打 | 与 四 球 | 敬 遠 | 与 死 球 | 奪 三 振 | 暴 投 | ボ 丨 ク | 失 点 | 自 責 点 | 防 御 率 | W H I P |
| -------- | -------- | ----- | ----- | ----- | ----- | -------- | ----- | ----- | -------- | ----------- | ----- | ----- | -------- | -------- | ----------- | -------- | ----- | -------- | -------- | ----- | -------- | ----- | -------- | -------- | ------- |
| 2021     | MIA      | 50    | 0     | 0     | 0     | 0        | 1     | 0     | 0        | 3           | 1.000 | 246   | 54.2     | 54       | 3           | 24       | 2     | 8        | 51       | 2     | 0        | 29    | 25       | 4.12     | 1.43    |
| 2022     | MIA      | 18    | 0     | 0     | 0     | 0        | 2     | 0     | 0        | 1           | 1.000 | 83    | 20.0     | 23       | 1           | 2        | 0     | 1        | 14       | 1     | 0        | 9     | 8        | 3.60     | 1.25    |
| 2022     | TOR      | 17    | 0     | 0     | 0     | 0        | 2     | 0     | 0        | 2           | 1.000 | 74    | 19.0     | 18       | 1           | 2        | 0     | 1        | 11       | 0     | 0        | 4     | 4        | 1.89     | 1.05    |
| '22計    | TOR      | 35    | 0     | 0     | 0     | 0        | 4     | 0     | 0        | 3           | 1.000 | 157   | 39.0     | 41       | 2           | 4        | 0     | 2        | 25       | 1     | 0        | 13    | 12       | 2.77     | 1.15    |
| 2023     | TOR      | 15    | 0     | 0     | 0     | 0        | 1     | 1     | 0        | 1           | .500  | 56    | 13.2     | 11       | 4           | 6        | 0     | 0        | 14       | 1     | 0        | 11    | 10       | 6.59     | 1.24    |
| 2024     | TOR      | 58    | 0     | 0     | 0     | 0        | 2     | 4     | 1        | 12          | .333  | 209   | 48.1     | 45       | 9           | 19       | 4     | 2        | 33       | 1     | 1        | 36    | 30       | 5.59     | 1.32    |
| 2025     | SEA      | 4     | 0     | 0     | 0     | 0        | 0     | 0     | 0        | 0           | ----  | 30    | 5.1      | 10       | 3           | 2        | 0     | 1        | 3        | 0     | 0        | 9     | 8        | 13.50    | 2.25    |
| MLB：4年 | MLB：4年 | 158   | 0     | 0     | 0     | 0        | 8     | 5     | 1        | 19          | .615  | 668   | 155.2    | 151      | 18          | 53       | 6     | 12       | 123      | 5     | 1        | 89    | 77       | 4.45     | 1.31    |

- 2024年度シーズン終了時

### ポストシーズン投手成績
| 年 度     | 球 団     | シ リ ｜ ズ | 登 板 | 先 発 | 勝 利 | 敗 戦 | セ ｜ ブ | 打 者 | 投 球 回 | 被 安 打 | 被 本 塁 打 | 与 四 球 | 敬 遠 | 与 死 球 | 奪 三 振 | 暴 投 | ボ ｜ ク | 失 点 | 自 責 点 | 防 御 率 |
| --------- | --------- | ----------- | ----- | ----- | ----- | ----- | -------- | ----- | -------- | -------- | ----------- | -------- | ----- | -------- | -------- | ----- | -------- | ----- | -------- | -------- |
| 2022      | TOR       | ALWC        | 1     | 0     | 0     | 0     | 0        | 3     | 0.1      | 2        | 0           | 0        | 0     | 0        | 1        | 0     | 0        | 0     | 0        | 0.00     |
| 出場：1回 | 出場：1回 | 出場：1回   | 1     | 0     | 0     | 0     | 0        | 3     | 0.1      | 2        | 0           | 0        | 0     | 0        | 1        | 0     | 0        | 0     | 0        | 0.00     |

- 2024年度シーズン終了時

### 年度別守備成績
| 年 度 | 球 団 | 投手（P） | 投手（P） | 投手（P） | 投手（P） | 投手（P） | 投手（P） |
| 年 度 | 球 団 | 試 合     | 刺 殺     | 補 殺     | 失 策     | 併 殺     | 守 備 率  |
| ----- | ----- | --------- | --------- | --------- | --------- | --------- | --------- |
| 2021  | MIA   | 50        | 5         | 5         | 0         | 0         | 1.000     |
| 2022  | MIA   | 18        | 1         | 0         | 1         | 0         | .500      |
| 2022  | TOR   | 17        | 1         | 3         | 0         | 0         | 1.000     |
| '22計 | TOR   | 35        | 2         | 3         | 1         | 0         | .833      |
| 2023  | TOR   | 15        | 0         | 2         | 0         | 0         | 1.000     |
| 2024  | TOR   | 58        | 3         | 5         | 1         | 0         | .889      |
| MLB   | MLB   | 158       | 10        | 15        | 2         | 0         | .926      |

- 2024年度シーズン終了時

### 背番号
- 56（2021年 - 2024年、2025年7月5日 - ）
- 35（2025年 - 同年6月26日）